# Коенред
Коенред (давн-англ. Cenred, Cœnred; ? — 718) — король Нортумбрії у 716-718 роках.

## Життєпис
Походив з династії Еоппінгів. Був одним з нащадків Окга, сина Іди, короля Берніції. Син Кутвіна. Про народження нічого невідомо. У 716 році напевне влаштував заколот проти короля Осреда I або скористався його раптовою смертю.
Коенред, ставши володарем, не відзначився нічим. Англосаксонські хроніки відзначають його жорстокість. Втім достеменних відомостей стосовно володарювання Коенреда немає. У 718 році його було повалено, а новим королем став Осрік, син Елдфріта.